# Gureopdo
Die Gureopdo (auch  Gulupdo) ist eine Insel von Südkorea. Sie liegt im Gelben Meer, etwa 35 Kilometer vor der Festlandküste der Provinz Chungcheongnam-do. Die Insel hat eine Fläche von 45,8 km² und gehört als Teil des Kreises Ongjin zum Stadtgebiet von Incheon.

## Naturraum
Gureopdo ist stellenweise bewaldet und es sind verschiedene Baumarten auffindbar, hauptsächlich handelt es sich dabei um Pinien- und See-Kieferwälder. Insbesondere die Ostseite der Insel ist dicht bewaldet.
Auf der felsigen Westseite der Insel dominieren Gräser und Blütenpflanzen. Es gibt Silbergras-Kolonien und Lampenputzergräser.
Häufig anzutreffende Vogelarten sind Schwarzschopfkiebitze, Falken sowie Turmfalken. Auf den Stränden der Insel sind Meeresschildkröten anzutreffen. Des Weiteren gibt es Lebensräume für Nashornkäfer und Monarchfalter.

## Geologie und Geomorphologie
Die Insel Gureopdo ist eine Vulkaninsel und besteht hauptsächlich aus Vulkaniten. Die Insel entstand vor etwa 80 bis 90 Millionen Jahren durch einen Vulkanausbruch am Ende der Kreidezeit des Mesozoikums. Der Vulkan ist mittlerweile inaktiv.
Der Vulkan ist nicht mehr aktiv und durch Erosion weitestgehen abgetragen worden. Der höchste Berg ist der Deokmulsan mit einer Höhe von 122 m ü. NN.
Pyroklastische Gesteine wie grauer Lapilli-Tuff, vulkanische Brekzien und Agglomerate kommen auf der gesamten Insel vor. Im Zentrum der Insel befinden sich Granitporphyr. Auf der Insel gibt es verschiedene Küstenlandschaften wie Sandstrand mit Sanddünen, Meeresklippen sowie  Küstenterrassen. Die flachen Sandstrände im Zentrum und im Süden der Insel sind bis zu einem Kilometer lang und bis zu 150 Meter breit. Im nordwestlichen Teil der Insel sind zwei Küstenterrassen von über 20 Meter Höhe entstanden.
Die kleine Insel Tokisum, die sich südlich der Insel Gureopdo befindet, hat eine 120 Meter lange Scharte, die durch Wellenerosion entstanden ist und dadurch von der Hauptinsel getrennt ist. Die Scharte ist die längste Südkoreas und es gibt Überlegungen, sie als nationales Naturerbe zu erhalten.

## Klima
Das Klima der Insel ist dem kühlgemäßigten Klimatyp in der gemäßigten Zone.
Die durchschnittliche Jahrestemperatur in diesem Gebiet beträgt 10 °C. Der wärmste Monat ist der August mit einer Durchschnittstemperatur von 23 °C, der kälteste der März mit 2 °C. Die jährliche Niederschlagsmenge beträgt 1571 Millimeter. Der regenreichste Monat ist der Juli mit insgesamt 410 mm Niederschlag, der trockenste der Januar mit 26 mm Niederschlag.
|                       | Jan | Feb | Mär | Apr | Mai | Jun | Jul | Aug | Sep | Okt | Nov | Dez |   |      |
| Mittl. Tagesmax. (°C) | 3   | 3   | 5   | 9   | 13  | 16  | 18  | 23  | 21  | 19  | 15  | 8   | ⌀ | 12,8 |
| Mittl. Tagesmin. (°C) | 0   | 0   | 2   | 6   | 9   | 14  | 18  | 20  | 21  | 16  | 10  | 3   | ⌀ | 10   |
|                       |     |     |     |     |     |     |     |     |     |     |     |     |   |      |
| Niederschlag (mm)     | 26  | 40  | 42  | 108 | 94  | 104 | 410 | 340 | 200 | 72  | 80  | 55  | Σ | 1571 |

| 0 |

| 0 |

| 2 |

| 6 |

| 9 |

| 14 |

| 18 |

| 20 |

| 21 |

| 16 |

| 10 |

| 3 |

| 0 |

| 0 |

| 2 |

| 6 |

| 9 |

| 14 |

| 18 |

| 20 |

| 21 |

| 16 |

| 10 |

| 3 |

## Geplantes Atommüll-Endlager
Die koreanische Regierung begann in den 1980er-Jahren, ein Endlager für hoch- und mittelaktiven atomaren Abfall zu suchen. Das Sondieren auf dem Festland gestaltete sich als schwierig und war zum Teil von heftigen Protesten der koreanischen Anti-Atomkraft-Bewegung begleitet. Im Dezember 1994 wurde Gureopdo als möglicher Endlager-Standort vonseiten der Regierung in Erwägung gezogen. Die Insel erschien als geeigneter Kandidat, weil sie einerseits eine geringe Bevölkerungszahl aufwies und andererseits durch ihre periphere Lage im Gelben Meer kaum größere Proteste zu erwarten gewesen wären. Eine Reihe von Gutachten wurden erstellt und diverse politische Auseinandersetzungen folgten. Erst am 30. November 2005 sah man endgültig davon ab, auf der Insel eine Endlager-Einrichtung zu bauen, weil festgestellt wurde, dass Gureopdo auf einer aktiven tektonischen Verwerfung liegt. Dadurch wäre eine sichere Lagerung, die das radioaktive Material langfristig und sicher von der Biosphäre abgesondert hätte, nicht gegeben.

## Tourismus
Die Insel wird als die „Galapagosinsel Koreas“ vermarktet. Die Insel wird vor allem von Outdoor-Camping- und Wandertouristen besucht, die die Abgeschiedenheit der Insel schätzen. Auf der Insel gibt es nur eine Siedlung, nämlich den Hauptort Gureop-ri, in dem es Übernachtungsmöglichkeiten gibt. Die knapp 20 Einwohner zählende Insel wird durch ein Fähre erreicht.